# Gastón Puerari
Leonardo Gastón Puerari Torres (Paysandú, 23 gennaio 1986) è un ex calciatore uruguaiano, di ruolo attaccante.